# Безстрашна гієна
«Безстрашна гієна» (англ. назва The Fearless Hyena) — гонконгський фільм з Джекі Чаном в головній ролі. Фільм вийшов на екрани у 1979 році. В 1983 році вийшло його продовження — «Безстрашна гієна 2».

## Сюжет
За якийсь час до головних подій злий майстер кунгфу Ям Тін-фа повстав проти свого вчителя Пен Фея та задумав убити його та всіх учнів, які приєднались до нього. Пен Фей тікає зі своїм малим онуком і переховується в селі. Також рятується його друг на прізвисько Єдиноріг, який починає жити відлюдником.
Головний герой Чен Лунг, або по іншому просто Чан — простий парубок. Він живе разом зі своїм дідусем Пен Феєм, у минулому знаменитим бійцем, який знає секрети кунгфу і навчає онука секретам різних бойових стилів. Дідусь забороняє Лунгу вплутуватися у вуличні бійки, щоб не привертати увагу злого майстра кунгфу, який і вдень, і вночі разом зі своєю бандою розшукує і діда, і онука. Але Лунг безтурботний, і нехтує тренуваннями, уявляючи, що він уже хороший боєць. Одного разу Лунг встряє у бійку через азартні ігри та перемагає трьох хуліганів (Великого Ведмедя, Залізну Голову та Кам'яне Яйце). Дідусь, однак, роздратований тим, що онук так легковажно почав бійку. Тому він шукає Лунгу роботу.
Спершу Лунг влаштовується помічником трунаря. Та виявляється, що трунар обманює покупців. Той проганяє Лунга, коли хлопець випадково закрив його у найбільшій труні. Потім Лунг зустрічає трьох хуліганів, яких раніше побив. Вони просять Лунга стати учнем у школі «Всілякого кунгфу» їхнього вчителя Ті Ча (в українському перекладі від «2+2» Мен Тор). Справа в тому, що до цієї школи ніхто не хоче ходити, бо Ті Ча навчає всіх стилів, які знає, але сам битися не вміє. Лунг погоджується за умови, що йому перепаде частка прибутків і перейменовує школу на «Іньї» — як називалася школа його дідуся. Він виграє серію поєдинків, при цьому щоразу переодягаючись, щоби справити враження, нібито в школі багато учнів. Популярність школи Ті Ча зростає і це привертає увагу Яма Тін-фа.
Зрозумівши, що Пен Фей поблизу, Ям Тін-фа знаходить і вбиває старого майстра, а Лунга затримує постарілий Єдиноріг, не давши врятувати дідуся. Потім Єдиноріг пояснює, що Лунгу бракує майстерності, щоб перемогти Яма Тін-фа. Лунг починає вчитися в старого майстра, але тепер робить це надто завзято, тому втрачає здоров'я.
Не закінчивши навчання, Лунг нападає на Яма Тін-фа, і Єдиноріг заледве рятує учня. Але він губить свій амулет, за яким лиходій впізнає, що це був саме Єдиноріг, і розшукує його. Єдиноріг навчає хлопця особливому бойовому стилю, що полягає в наслідуванні рухів людини, котра переживає радість, печаль і гнів.
Коли Ям Тін-фа знаходить Єдинорога, Чен Лунг поспішає на допомогу. Єдиноріг важко побитий, але Чен Лунг користується його стилем (при цьому сміється, як гієна), завдяки чому вбиває Яма Тін-фа та його двох поплічників. Після перемоги він везе вчителя з місця бою.

## В ролях
- Джекі Чан — Чен Лунг
- Джеймс Тєн — Пен Фей, дідусь Чен Лунга
- Чен Гуей Ло — Єдиноріг, старий майстер кунгфу
- Лі Куєн — Ті Ча (Мен Тор), старий недбалий майстер кунгфу
- Ян І Кван — Ям Тін-фа, злий майстер кунгфу
- Дін Шек — трунар